# Florentine

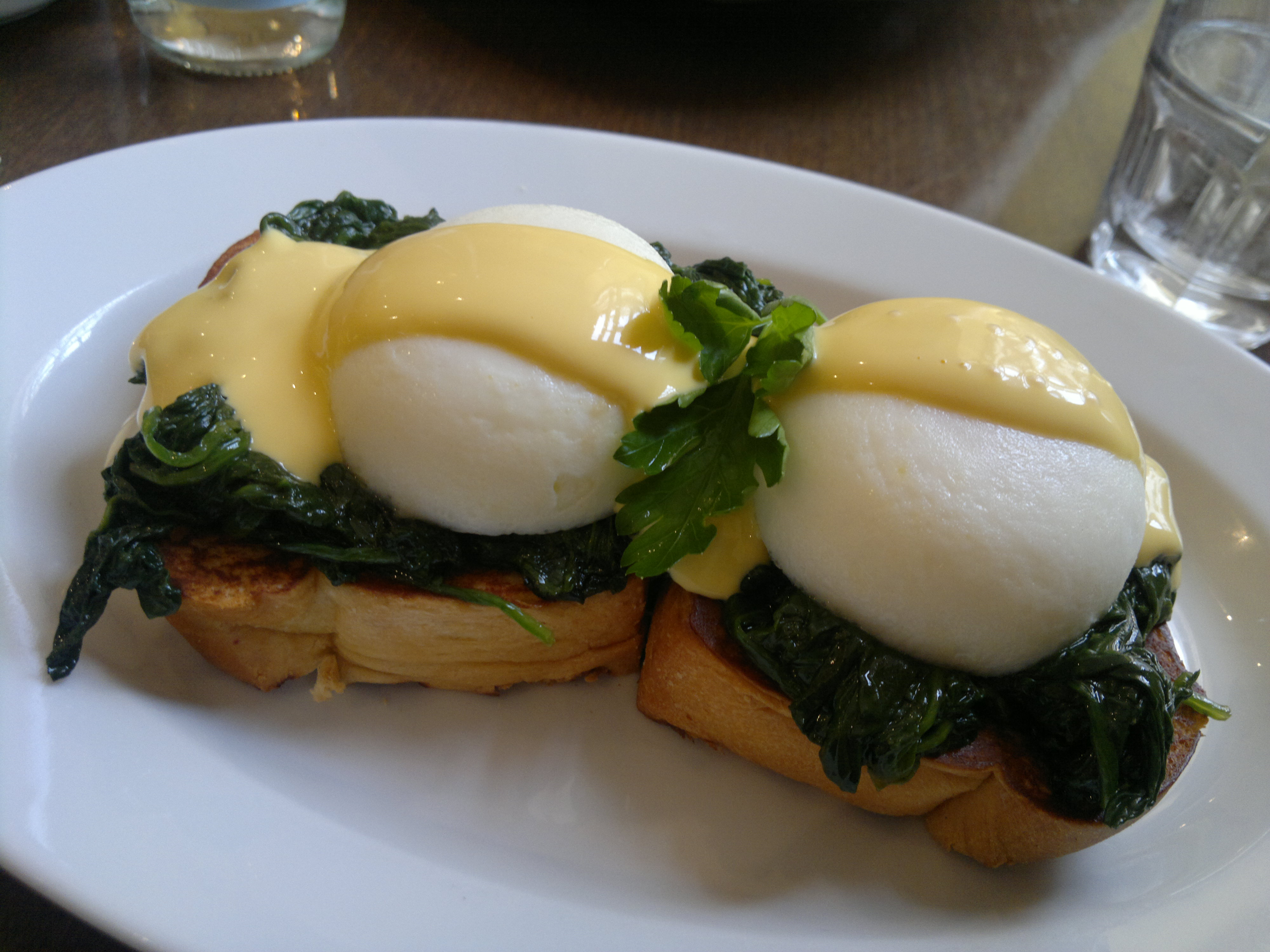
Ägg florentine.

En maträtt med begreppet florentine eller à la florentine i namnet betyder att maträtten i fråga är gratinerad på spenat. En florentine-rätt serveras ofta med mornaysås som tillbehör.
Ett exempel är ägg florentine som är en variant på ägg benedict där skinkan är utbytt mot spenat.